# Cuisine Téké
 (avril 2025).
La mise en forme du texte ne suit pas les recommandations de Wikipédia : il faut le « wikifier ».
Les points d'amélioration suivants sont les cas les plus fréquents :
- Les titres sont pré-formatés par le logiciel. Ils ne sont ni en capitales, ni en gras.
- Le texte ne doit pas être écrit en capitales (les noms de famille non plus), ni en gras, ni en italique, ni en « petit »…
- Le gras n'est utilisé que pour surligner le titre de l'article dans l'introduction, une seule fois.
- L'italique est rarement utilisé : mots en langue étrangère, titres d'œuvres, noms de bateaux, etc.
- Les citations ne sont pas en italique mais en corps de texte normal. Elles sont entourées par des guillemets français : « et ».
- Les listes à puces sont à éviter, des paragraphes rédigés étant largement préférés. Les tableaux sont à réserver à la présentation de données structurées (résultats, etc.).
- Les appels de note de bas de page (petits chiffres en exposant, introduits par l'outil «  Source ») sont à placer entre la fin de phrase et le point final[comme ça].
- Les liens internes (vers d'autres articles de Wikipédia) sont à choisir avec parcimonie. Créez des liens vers des articles approfondissant le sujet. Les termes génériques sans rapport avec le sujet sont à éviter, ainsi que les répétitions de liens vers un même terme.
- Les liens externes sont à placer uniquement dans une section « Liens externes », à la fin de l'article. Ces liens sont à choisir avec parcimonie suivant les règles définies. Si un lien sert de source à l'article, son insertion dans le texte est à faire par les notes de bas de page.
- La présentation des références doit suivre les conventions bibliographiques. Il est recommandé d'utiliser les modèles {{Ouvrage}}, {{Chapitre}}, {{Article}}, {{Lien web}} et/ou {{Bibliographie}}. Le mode d'édition visuel peut mettre en forme automatiquement les références.
- Insérer une infobox (cadre d'informations à droite) n'est pas obligatoire pour parachever la mise en page.

Pour une aide détaillée, merci de consulter Aide:Wikification.
Si vous pensez que ces points ont été résolus, vous pouvez retirer ce bandeau et améliorer la mise en forme d'un autre article.
La cuisine Téké désigne les plats traditionnels et modernes préparés par le peuple Téké. Elle repose sur l’utilisation d’ingrédients locaux comme le manioc et l’igname, ainsi que des feuilles comestibles telles que le Gnetum africanum. Les plats Téké incluent des soupes et des sauces épaisses, souvent à base de viande fumée, de poisson ou de crevettes. Cette cuisine valorise un savoir-faire agricole, et culinaire.

## Petit déjeuner
- Poro-poro: bouillie à base de pâte de manioc précuite (kifuwo) enrichie en farine de maïs germé et pâte d’arachide ou de courge[4].
- Poro-poro asha: bouillie à base de pâte de manioc et de farine de millet (asha).
- Itiri: galette de pâte de manioc précuite (kifuwo), cuite sur une plaque métallique ou à la poêle, s’accompagne d’une tisane.
- Galette réalisée avec de la semoule de manioc fermentée, cuite sur plaque ou à la poêle s’accompagne avocat ou safou.
- Kakwa eka: beignets sucrés-salés à base de pâte de manioc précuite[1].
- Kakwo eka: beignets salés d’igname, enrichis de graines de sésame.
- Purée d’igname sucrée
- Ekwa et bèngé: igname bouillie accompagnée d’huile de palme rouge salée.
- Ekwa bila bi: igname bouillie accompagnée d’une omelette garnie.
- Oka bila bi: bâton de manioc accompagnée d’une omelette garnie.
- Ko bila ndzu: banane bouillie servie avec des arachides bouillies.

## Plats
Divers plats Téké:
- Nkumu ofula: feuilles de nkumu préparées avec du sel indigène.
- Nkumu andza: bouillon de feuilles de nkumu.
- Nkumu m’osaga: feuilles de nkumu cuisinées dans une sauce de noix de palme.
- Nkumu emboto: feuilles de nkumu, poisson fumé, champignons et crevettes fumées dans la pâte d’arachide et l’huile de palme.
- Mfwon otsa gombè ya onkuru: feuilles de coco dans la viande, la pâte d’arachide et l’huile de palme.
- Ayara m’otsuninyi: feuilles de manioc pilées et préparées immédiatement[5].
- Ayara ma lapindi: feuilles de manioc  préparées avec ofula et oyira.
- Ayara m’obolo: feuilles de manioc préparées après 4 jours de fermentation.
- Ondili: plat préparé à partir de petites feuilles de gombo avec du poisson et crabes.
- Mokuri: ragoût de banane plantain aux haricots et sardine fumée.
- Apiba ntsa ndimba: plat à base de champignons noirs encore appelés atchu m’amva dans le chocolat indigène.
- Oyaba: paquet de pâte de safou fumé.
- Mokawa/okana: plat confectionné avec des asperges africaines blanches (laccosperma secundiflorum).
- Evoura ntsa ndimba: chenilles dans le chocolat indigène.
- Oboyi ntsa lankulu: les graines de sésames dans l’oseille.
- Ikulu otsa onkuru: l’oseille dans la pâte d’arachide.
- Ntsangui: plat à base de feuilles de morelle noire.
- Kadiga ma lenkulu: plat à base de chocolat indigène associé à de l’oseille sauvage.
- Massaka ndzu: plat à base de feuilles d’arachides.
- Moulou/olou: plat à base de feuilles de            (Albizia adianthifolia) aussi appelée salade Batéké.
- Oboyi ntsa ntsu wa kaya: les graines de sésames dans le poisson fumé.
- Ragoût d’igname
- Ragoût de patate douce
- Kemfoula
- Ngolé
- Mbama

## Accompagnements
- Ongwélé/ingwélé/mungwélé: petit bâton de manioc
- Foufou manioc(muteke): pâte épaisse obtenue à partir de farine de manioc (ikele), cuite et travaillée pour former une boule lisse.
- Into/tohi: foufou préparé à base de pâte de manioc fermentée[6].
- Opiri/opili: tubercules cuit à l’étouffée
- Okunga: manioc fin
- Wali/kawali: gros bâton de manioc
- Mossombo

## Snacks
- Tsua-Tsua: tubercules cuites sous les braises
- Ko et ndzu: banane braisée servie avec des arachides grillés.
- Ndzyéé: grillons frits
- Eguiniga: mouches comestibles fumés
- Bampari: criquets
- Igname braisé ou frit
- L’ananas séché
- Ndua: les tubercules fermentées salées
- L’ananas grillé sur des braises

## Boissons
- Malamba: vin de palme[7] contraction de « mali a mba)
- Mali m'entou: vin d’ananas
- Kantou: vin d’ananas
- Onganda: vin de maïs
- Mali m’ako: vin de banane
- Oshu: jus de canne à sucre
- Le thé des savanes: thé à base de feuilles de lentségè et léwaï
- Malu ingum̃i: vin à base mélasse

## Epices
- Ofula: sel indigène liquide
- Kakai: sel indigène en poudre
- Kadiga: chocolat indigène écrasé et formé en boule aussi appelé ndimba.
- Lantsougou/lentsougou: cube indigènea base d’amandes de sorro.
- Yira: ail indigène en poudre à base d’écorce de ochocoa.
- Andu: piment en poudre séché
- Mufuu: sirop de sève de palmier